# Trenton (New Jersey)
 For alternative betydninger, se Trenton. (Se også artikler, som begynder med Trenton)
Trenton er hovedstad i den amerikanske delstat New Jersey. Trenton har 90.871(2020) indbyggere. Byen er administrativt center i det amerikanske county Mercer County.
Byen anses af det amerikanske folketællingskontor som en del af New Yorks storbyområde, men ligger i øvrigt direkte øst for Philadelphia.

## Ekstern henvisning
- Wikimedia Commons har flere filer relateret til Trenton (New Jersey)
- Trentons hjemmeside (engelsk) (Webside ikke længere tilgængelig)